# Pericoma pannonica
Pericoma pannonica är en tvåvingeart som beskrevs av Szabo 1960. Pericoma pannonica ingår i släktet Pericoma och familjen fjärilsmyggor. Inga underarter finns listade i Catalogue of Life.